# Jürgen Jäger (Fußballspieler)
Jürgen Jäger (* 18. August 1946) ist ein ehemaliger deutscher Fußballspieler.

## Karriere
Jäger spielte über ein Jahrzehnt für Rot-Weiß Oberhausen. Mit den Kleeblättern erlebte er ein Auf- und Ab. Er spielte in der Regionalliga, in der Bundesliga, in der 2. Bundesliga und in der Verbandsliga. In der Saison 1968/69 schaffte er mit seinen Mitspielern den Aufstieg in die Bundesliga. In den folgenden beiden Spielzeiten absolvierte er lediglich drei Spiele in der Bundesliga. Nach dem Abstieg blieb er in Oberhausen.